# Глюонне поле
Глюонне поле — 4-векторне поле в теоретичній фізиці елементарних частинок, що описує еволюцію глюонів та задає сильну взаємодію між кварками. Воно відіграє таку роль у квантовій хромодинаміці (КХД), як електромагнітний 4-потенціал у квантовій електродинаміці (КЕД).

## Вступ
Глюон може мати 8 колірних зарядів, тому існує 8 глюонних полів, на відміну від фотонів, які є нейтральними і тому у фотона тільки одне поле.
Глюонні поля для кожного колірного заряду мають «часоподібну» компоненту аналогічну до електричного потенціалу і три «простороподібні» компоненти аналогічні векторному магнітному потенціалу.
{\displaystyle {\boldsymbol {\mathcal {A}}}^{n}(\mathbf {r} ,t)=[\underbrace {{\mathcal {A}}_{0}^{n}(\mathbf {r} ,t)} _{\text{timelike}},\underbrace {{\mathcal {A}}_{1}^{n}(\mathbf {r} ,t),{\mathcal {A}}_{2}^{n}(\mathbf {r} ,t),{\mathcal {A}}_{3}^{n}(\mathbf {r} ,t)} _{\text{spacelike}}]=[\phi ^{n}(\mathbf {r} ,t),\mathbf {A} ^{n}(\mathbf {r} ,t)]}
де n = 1, 2, … 8 не є показником степеня, а нумерує вісім колірних зарядів глюона; всі компоненти залежать від радіус-вектора глюона r і часу t. {\displaystyle {\mathcal {A}}_{\alpha }^{a}} — поле скалярів, для деяких компонент часопростору і колірного заряду глюона.
матриці Гелл-Манна λa — вісім матриць 3 × 3, які формують матричне подання групи SU(3). Вони також є генераторами групи SU(3) в контексті квантової механіки і теорії поля; генератор можна розглядати як оператор, що відповідає перетворенню симетрії (див. симетрія у квантовій механіці). Ці матриці відіграють важливу роль в КХД, оскільки КХД – калібрувальна теорія, побудована на групі симетрії SU(3). Кожна матриця Гелл-Манна відповідає конкретному колірному заряду глюона. Генератори групи також можуть слугувати базисом векторного простору, так що загальне глюонне поле є суперпозицією всіх колірних полів. З точки зору матриць Гелл-Манна компоненти глюонного поля представлені матрицями 3 × 3, визначаються формулою:
{\displaystyle t_{a}={\frac {\lambda _{a}}{2}}\,.}
Або, зібравши компоненти в вектор з чотирьох 3 × 3 матриць,
{\displaystyle {\boldsymbol {\mathcal {A}}}(\mathbf {r} ,t)=[{\mathcal {A}}_{0}(\mathbf {r} ,t),{\mathcal {A}}_{1}(\mathbf {r} ,t),{\mathcal {A}}_{2}(\mathbf {r} ,t),{\mathcal {A}}_{3}(\mathbf {r} ,t)]}

Глюонне поле:
{\displaystyle {\boldsymbol {\mathcal {A}}}=t_{a}{\boldsymbol {\mathcal {A}}}^{a}\,.}

## Калібрувальні перетворення
Калібрувальні перетворення кожного глюонного поля {\displaystyle {\mathcal {A}}_{\alpha }^{n}}, що не змінюють тензор напруженості глюонного поля:
{\displaystyle {\mathcal {A}}_{\alpha }^{n}\rightarrow e^{i{\bar {\theta }}(\mathbf {r} ,t)}\left({\mathcal {A}}_{\alpha }^{n}+{\frac {i}{g_{s}}}\partial _{\alpha }\right)e^{-i{\bar {\theta }}(\mathbf {r} ,t)}}
де
{\displaystyle {\bar {\theta }}(\mathbf {r} ,t)=t_{n}\theta ^{n}(\mathbf {r} ,t)\,,}

є матрицею 3 × 3 . θn = θn(r, t) — вісім калібрувальних функцій, залежних від радіус-вектора r і часу t. Калібрувальна коваріантна похідна перетворюється ідентично. Функції θn тут аналогічні калібрувальній функції χ(r, t) при зміні електромагнітного потенціалу A в компонентах простору-часу:
{\displaystyle A'_{\alpha }(\mathbf {r} ,t)=A_{\alpha }(\mathbf {r} ,t)-\partial _{\alpha }\chi (\mathbf {r} ,t)\,}

Кваркове поле є інваріантним щодо калібрувальних перетворень
{\displaystyle \psi (\mathbf {r} ,t)\rightarrow e^{ig{\bar {\theta }}(\mathbf {r} ,t)}\psi (\mathbf {r} ,t).}

## Тензор напруженості глюонного поля
Тензор напруженості глюонного поля є тензорним полем другого рангу в просторі-часі, яке характеризує взаємодію між кварками та глюонами.

### Компоненти тензора
{\displaystyle G_{\alpha \beta }=\pm {\frac {1}{g_{s}}}[D_{\alpha },D_{\beta }]\,,}
де {\displaystyle D_{\mu }=\partial _{\mu }\pm ig_{s}t_{a}{\mathcal {A}}_{\mu }^{a}\,,} — калібрувальна коваріантна похідна
,
в якій:
- i — уявна одиниця;
- gs — стала зв'язку сильної взаємодії;
- ta = λa/2 — матриці Гелл-Манна поділені на 2;
- a — індекс кольору, який може набувати значень від 1 до 8;
- μ — індекс простору-часу, 0 для часоподібних компонент і 1, 2, 3 для простороподібних компонент;
- {\displaystyle {\mathcal {A}}_{\mu }=t_{a}{\mathcal {A}}_{\mu }^{a}}
- {\displaystyle {\mathcal {A}}_{\mu }} — її чотири компоненти, які при фіксованому калібруванні є функціями, результатом яких є ермітові матриці 3×3 ; *{\displaystyle {\mathcal {A}}_{\mu }^{a}} — 32 функції, результатом яких є дійсні значення, по 4 компоненти для кожного з восьми векторних полів.

Розклад комутатора дає:
{\displaystyle G_{\alpha \beta }=\partial _{\alpha }{\mathcal {A}}_{\beta }-\partial _{\beta }{\mathcal {A}}_{\alpha }\pm ig_{s}[{\mathcal {A}}_{\alpha },{\mathcal {A}}_{\beta }].}
Підставивши {\displaystyle t_{a}{\mathcal {A}}_{\alpha }^{a}={\mathcal {A}}_{\alpha }} і використавши співвідношення {\displaystyle [t_{a},t_{b}]=if^{abc}t_{c}} для матриць Гелл-Манна (з перепозначенням індексів), в яких f abc — структурні константи SU(3), кожна компонента напруженості глюонного поля може бути виражена як лінійна комбінація матриць Гелл-Манна наступним чином:
{\displaystyle {\begin{aligned}G_{\alpha \beta }&=\partial _{\alpha }t_{a}{\mathcal {A}}_{\beta }^{a}-\partial _{\beta }t_{a}{\mathcal {A}}_{\alpha }^{a}\pm ig_{s}\left[t_{b},t_{c}\right]{\mathcal {A}}_{\alpha }^{b}{\mathcal {A}}_{\beta }^{c}\\&=t_{a}\left(\partial _{\alpha }{\mathcal {A}}_{\beta }^{a}-\partial _{\beta }{\mathcal {A}}_{\alpha }^{a}\pm i^{2}g_{s}{\mathcal {A}}_{\alpha }^{b}{\mathcal {A}}_{\beta }^{c}\right)\\&=t_{a}G_{\alpha \beta }^{a}\\\end{aligned}}\,,}
так що ::
{\displaystyle G_{\alpha \beta }^{a}=\partial _{\alpha }{\mathcal {A}}_{\beta }^{a}-\partial _{\beta }{\mathcal {A}}_{\alpha }^{a}\mp g_{s}f^{abc}{\mathcal {A}}_{\alpha }^{b}{\mathcal {A}}_{\beta }^{c}\,.}

### Порівняння з електромагнітним тензором
Тензор глюонного поля дуже схожий на тензор електромагнітного в КЕД;
{\displaystyle F_{\alpha \beta }=\partial _{\alpha }A_{\beta }-\partial _{\beta }A_{\alpha }\,.}
Основна відмінність між КХД і КЕД полягає в тому, що напруженість глюонного поля має додаткові умови, які спричиняють взаємодію між глюонами і асимптотичну свободу. Це ускладнює сильні взаємодії, спричиняючи їхню нелінійність, на відміну від лінійної теорії електромагнітної взаємодії. Операції в КХД не комутативні, що робить відповідну лінійну алгебру нетривіальною.

### Густина лагранжіана в КХД
Густина лагранжіана безмасових кварків, зв'язаних глюонами:
{\displaystyle {\mathcal {L}}=-{\frac {1}{2}}\mathrm {tr} \left(G_{\alpha \beta }G^{\alpha \beta }\right)+{\bar {\psi }}\left(iD_{\mu }\right)\gamma ^{\mu }\psi }
де tr — слід матриці 3×GαβGαβ, а γμ — гамма-матриці Дірака.

### Рівняння руху
Рівняння для тензора напруженості глюонного поля — рівняння Янга-Міллса для глюонів та кварків
{\displaystyle \left[D_{\mu },G^{\mu \nu }\right]=g_{s}j^{\nu }}.
Аналогічно до електричного струму, який є джерелом електромагнітного тензора, струм колірного заряду є джерелом тензора напруженості глюонного поля і задається рівняннями:
{\displaystyle j^{\nu }=t^{b}j_{b}^{\nu }\,,\quad j_{b}^{\nu }={\bar {\psi }}\gamma ^{\nu }t^{b}\psi .}
Колірний струм є постійним, оскільки колірний заряд зберігається. Отже, колірний 4-струм повинен задовольняти рівняння неперервності:
{\displaystyle \partial _{\nu }j^{\nu }=0\,.}